# إريكا دي لا فيغا
إريكا دي لا فيغا (بالإسبانية: Erika de La Vega) هي عارضة وصحفية فنزويلية، ولدت في 13 مارس 1975 في كاراكاس في فنزويلا.